# Enybarbar
Enybarbar (auch: Enibarubaru-tō, Enubarrbarr) ist ein Motu des Rongelap-Atolls der pazifischen Inselrepublik Marshallinseln.

## Geographie
Enybarbar liegt am östlichen Arm des Atolls. Die Riffkrone ist an dieser Stelle sehr schmal, wie auch schon bei der östlich benachbarten Insel Kieshiechi. Die beiden Inseln rahmen den Enybarbar Pass (Enibarubaru Passage) ein. Von dort verläuft die Riffkrone nach Süden bis zur nächsten namhaften Insel: Eniaetok. Die Insel ist unbewohnt und seit dem Kernwaffentest der Bravo-Bombe atomar verseucht.